# Меретин, Бернард
Бернард Меретин (пол. Bernard Meretyn, укр. Бернард Меретин, ? — 1759) — архитектор эпохи позднего барокко, работавший в западных районах Украины, входивших тогда в состав Речи Посполитой.

## Малоизученная биография
Неизвестны день и год его рождения, а также точное происхождение. Есть указание, что происходил из немцев (австрийцев?) или итальянцев. Основным заказчиком и покровителем мастера был магнат Николай Потоцкий, владевший огромными землями. Потоцкий принял его на службу и поручил обширные строительные работы в нескольких населённых пунктах и во Львове. Желая создать свою резиденцию в местечке Городенка (ныне Ивано-Франковская обл. Украины), начал со строительства костёла. Архитектор работал в тесном сотрудничестве с талантливым скульптором Иоганном Георгом Пинзелем, который выполнял работы по созданию резных алтарей. С 1745 года стал придворным архитектором польского короля Августа III.

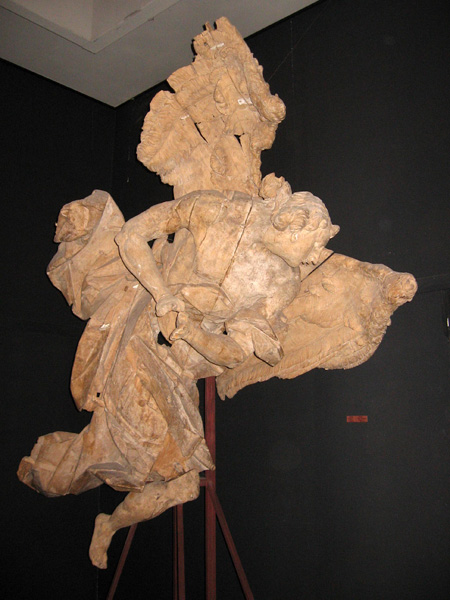
«Ангел». Скульптор Иоганн Георг Пинзель

## Основные постройки
- Костёл в селе Навария (предположительно, первая работа архитектора, сохранилась), ныне Львовская обл.
- Перестройка Костёла миссионеров (1744 г.), г. Львов
- Собор Святого Юра (Св. Георгия. с 1745 г., сохранился), г. Львов
- Костёл Непорочного Зачатия Пречистой Девы Марии (с 1743 г, сохранился), г. Городенка Ивано-Франковской обл.
- Ратуша (1751 г., сохранилась), г. Бучач
- Костёл Всех святых (1751—1758, сохранился), село Годовица Львовской обл.

Творчество архитектора свидетельствует о незаурядных способностях и творческом подходе к заказам. Планы построек выдают высокий профессиональный уровень и архитектурную эрудицию мастера. Сравнение планов построек Меритина обнаруживает существенную близость к церковным постройкам австрийского и чешского барокко той эпохи.

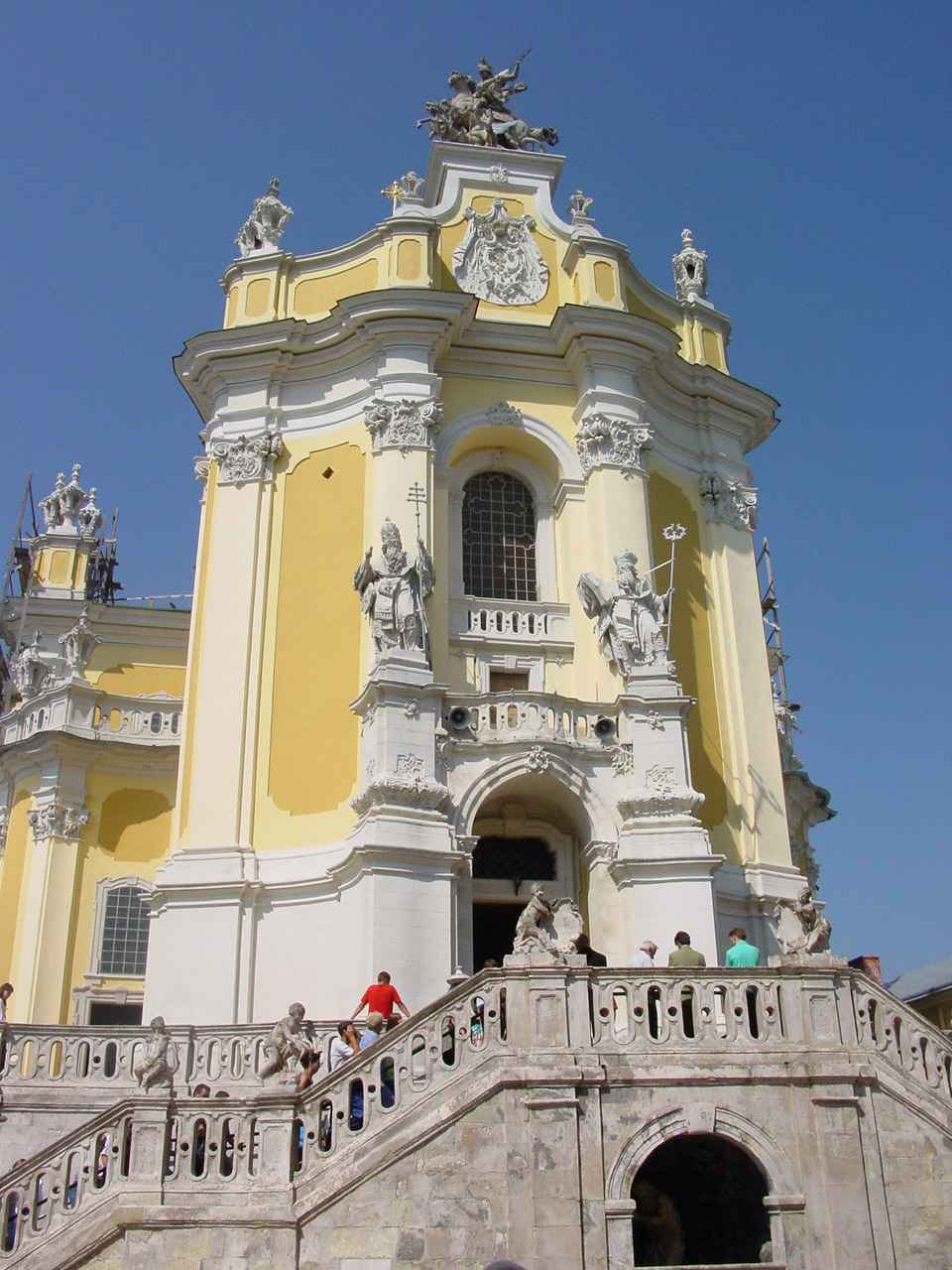
Собор святого Юра во Львове
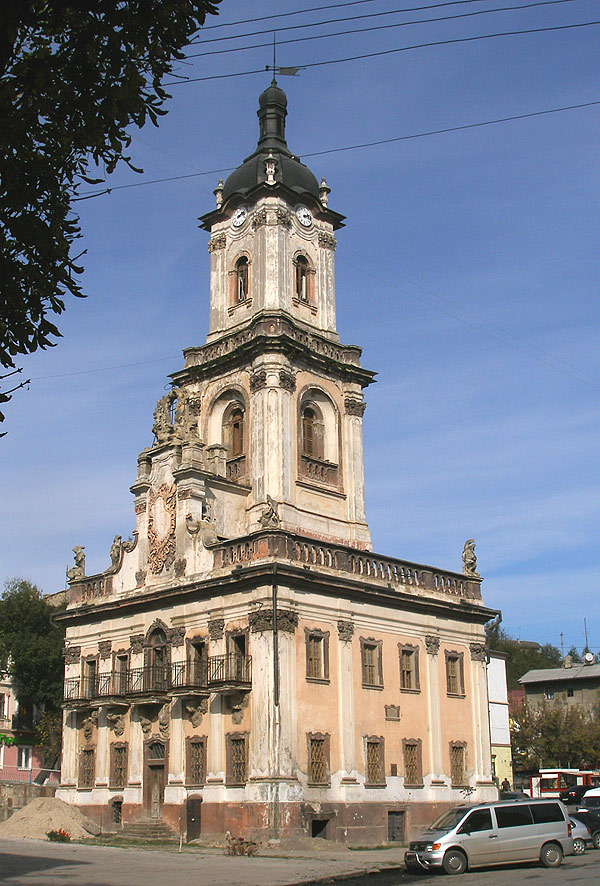
Бучацкая ратуша
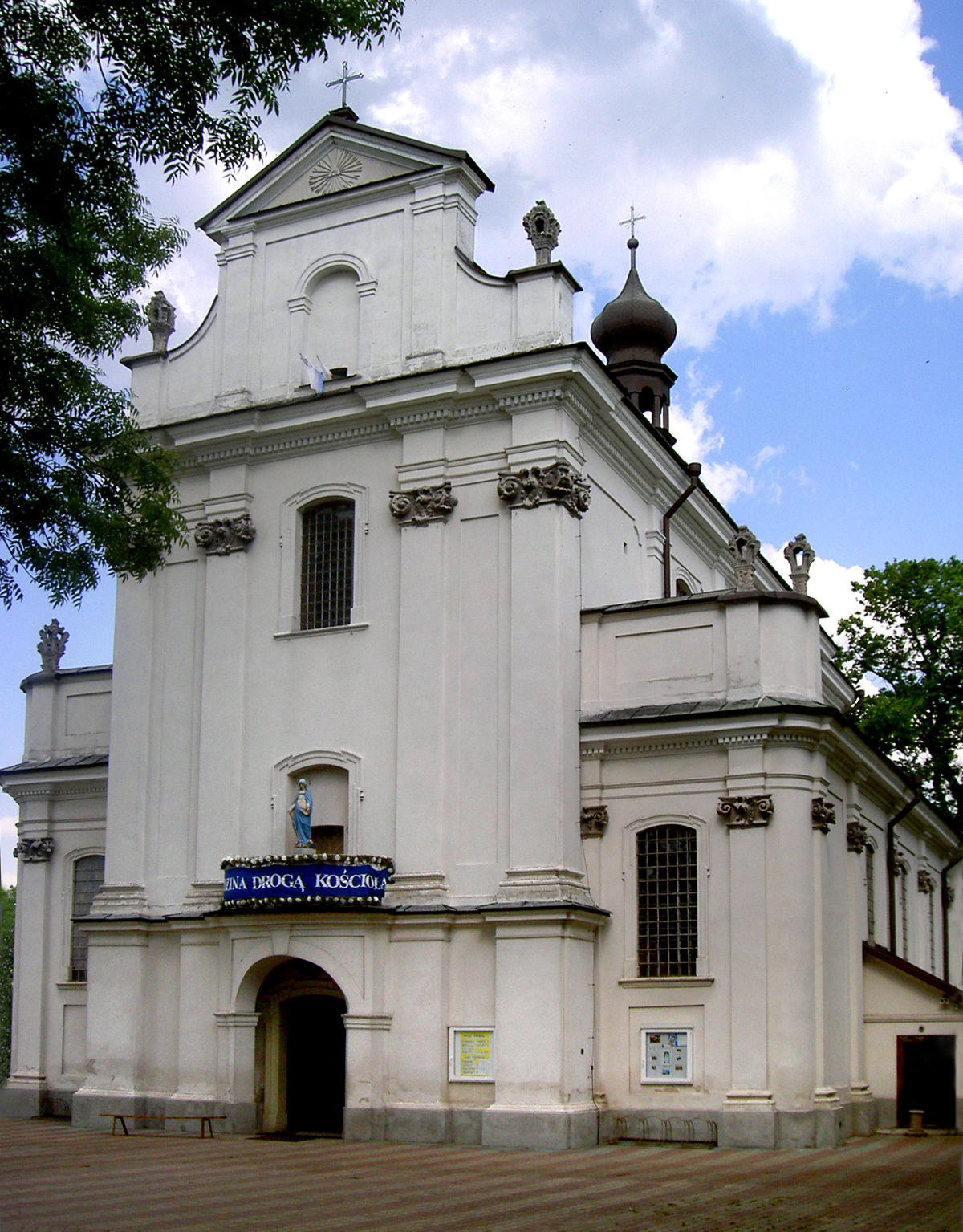
Костёл Преображения Господня в Тарногруде
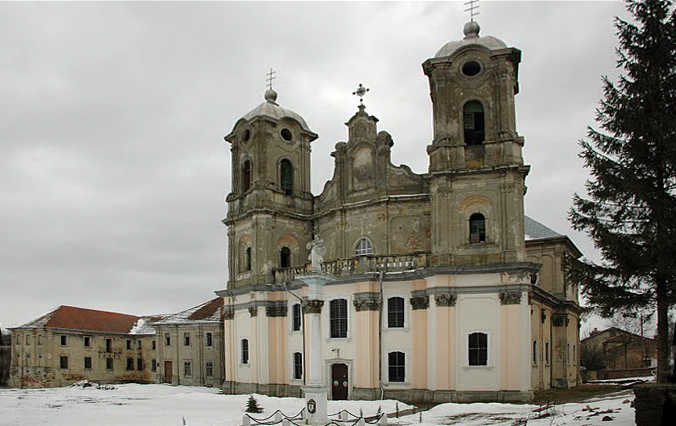
Костёл Непорочного Зачатия Девы Марии, Городенка.
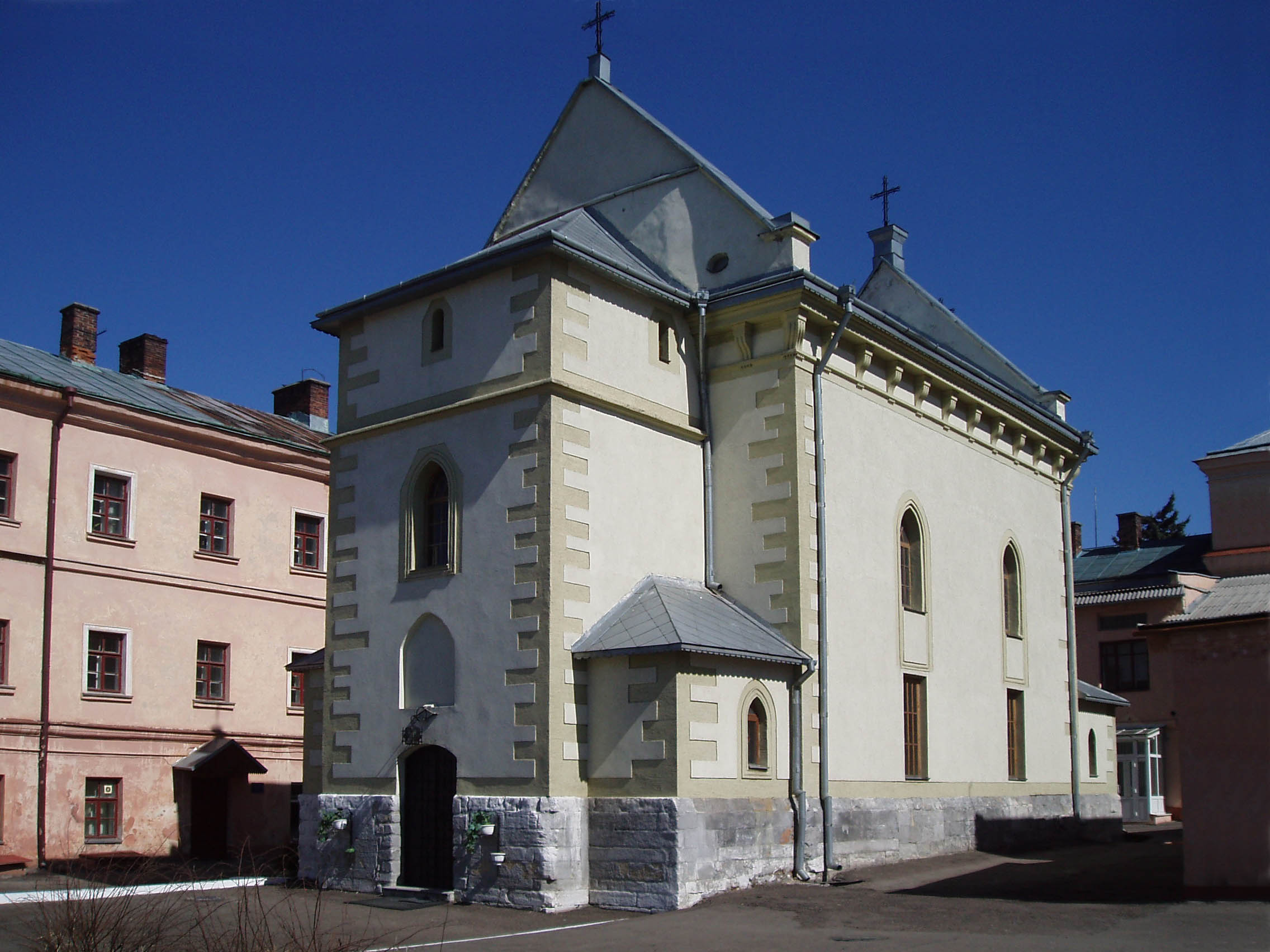
Костёл миссионеров (Львов)